# Kyu-Myung Chung

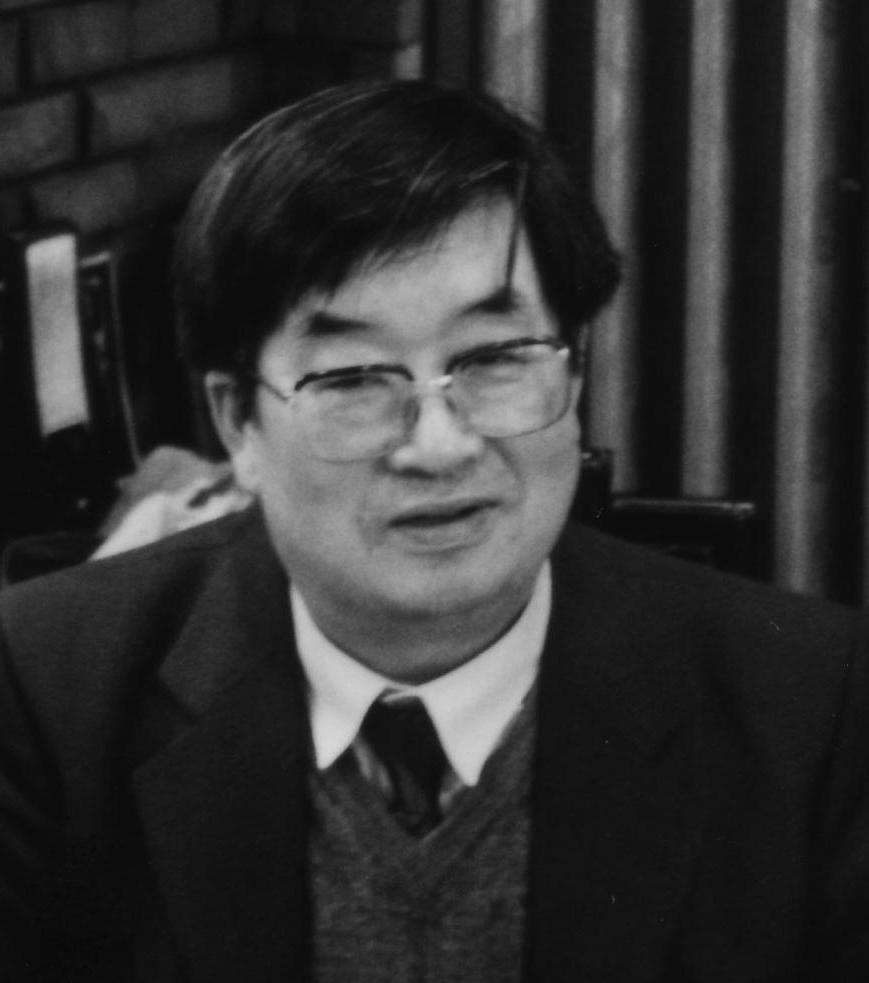
Kyu-Myung Chung

Kyu-Myung Chung (* 19. April 1929 in Seoul, Korea; † 9. Dezember 2005 in Heusenstamm, Hessen) war ein seit 1958 in Deutschland lebender koreanischer Physiker. Er forschte von 1973 bis 1984 auf dem Gebiet der theoretischen Chemie als Mitarbeiter von Hermann Hartmann in der Universität Frankfurt am Main und war wesentlich an der Entdeckung des Einheitlichen Feldes der chemischen Bindung beteiligt. Entsprechend seiner vereinheitlichenden wissenschaftlichen Weltsicht hat er sich bis zu seinem Lebensende auch aktiv für die Wiedervereinigung Koreas eingesetzt.

## Leben
Die äußeren Lebensumstände von Kyu-Myung Chung waren wesentlich bestimmt durch die politische Situation in seinem Heimatland, dem er sich auch in Deutschland auf das engste verbunden fühlte.
Im Jahr 1948 begann Kyu-Myung Chung das Studium der Physik an der Seoul National University. Von 1950 bis 1953 war er Soldat im Koreakrieg. Danach führte er das Studium zu Ende. 1958 kam er als Stipendiat des Deutschen Akademischen Austauschdienstes (DAAD) nach Deutschland und begann 1963 am Institut für theoretische Physik der Johann Wolfgang Goethe-Universität Frankfurt am Main mit seiner Dissertation. 1967 wurde er zusammen mit 34 anderen in der ganzen Welt verstreuten koreanischen Intellektuellen von der damaligen südkoreanischen Militärregierung entführt, wegen angeblichen Spionageverdacht inhaftiert und durch einen Schauprozess zum Tode verurteilt. 1971 wurde er nach Intervention der damaligen Bundesregierung unter Bundeskanzler Willy Brandt freigelassen und kehrte nach Deutschland zurück. 1972 promovierte er bei Bernhard Mrowka in theoretischer Physik.
1973 bis 1984 war Kyu-Myung Chung wissenschaftlicher Mitarbeiter von Hermann Hartmann, zunächst an dessen Institut für theoretische Chemie und ab 1976 an der Arbeitsstelle für theoretische Chemie, die 1973 von der Mainzer Akademie der Wissenschaften und der Literatur zur Förderung der Grundlagenforschung von Hermann Hartmann eingerichtet worden war. Daneben war er Redaktionsmitglied der Theoretica Chemica Acta, einer Fachzeitschrift für theoretische Chemie, deren Gründer und Herausgeber Hermann Hartmann war. 1974 gründete er zusammen mit 55 anderen in Deutschland lebenden Südkoreanern das Forum für Demokratie in Korea zur Verbesserung der Menschenrechtssituation in seiner Heimat.
1979 begann seine Zusammenarbeit mit Dieter Schuch, dessen wissenschaftlicher Mentor er wurde. 1984, nach dem Ableben von Hermann Hartmann, wurde die Arbeitsstelle für theoretische Chemie geschlossen. Die wissenschaftliche Beratung von Dieter Schuch setzte er bis zu dessen Habilitation 1990 fort.
1985 gründete Kyu-Myung Chung zur Existenzsicherung seiner Familie eine Tofu-Firma. 1990 erkrankte er an dem Guillain-Barré-Syndrom, das eine vollständige Lähmung des Körpers zur Folge hat und von dem er sich nie wieder ganz erholte. Geistig blieb er aber rege. Bis zu seinem Lebensende setzte er sich aktiv für die Wiedervereinigung Koreas ein. Er verstarb 2005 im Alter von 76 Jahren nach Pflege durch seine Frau und seine beiden Söhne Il-Ryun Chung (Komponist) und Ho-Ryun Chung (Genetiker).

## Wirken
Das wissenschaftliche Wirken von Kyu-Myung Chung und sein aktives Engagement für die Wiedervereinigung Koreas waren vom gleichen Bewusstsein der Einheit getragen. Aufgrund seiner feldtheoretischen Grundeinstellung wurde er 1973 Mitarbeiter von Hermann Hartmann, der Anfang der 1970er Jahre damit begonnen hatte, die theoretische Chemie durch vereinheitlichende Ansätze der Physik zu einer neuen grundlegenderen Verständnisebene zu führen. Hartmann öffnet damals sein Institut für theoretische Physiker aus aller Welt. Die richtungsweisende wissenschaftliche Leistung von Kyu-Myung Chung ist dieser Weitsicht von Hermann Hartmann zu verdanken, die das geeignete Umfeld für seine Forschungen bereitstellte.
Ab 1973 entwickelte Kyu-Myung Chung auf der Grundlage seiner feldtheoretischen Erfahrung am Hartmann’schen Institut für theoretische Chemie eine Begründung der Ionen-Cykloton-Resonanz-Spektrometrie. Diese Methode der Massenspektrometrie wurde an dem ebenfalls von Hermann Hartmann geleitetes Institut für physikalische Chemie experimentell zum Studium von Ionen-Molekül-Reaktionen eingesetzt. Fünf Veröffentlichungen von Kyu-Myung Chung behandeln diese Thematik.
In der von der Mainzer Akademie der Wissenschaften und der Literatur eingerichteten Arbeitsgruppe für theoretische Chemie entwickelte Kyu-Myung Chung ab 1976 zunächst eine feldtheoretische Verallgemeinerung der von Bernd Zeiger zwischen 1973 und 1976 im Rahmen seiner Dissertation ausgearbeiteten Hartmann’schen klassischen Störungstheorie molekularer Wechselwirkungen. Diese Erweiterung der Theorie auf gekoppelte Felder erlaubt die Anwendung bei kollektiv-kohärenten Systemen wie superflüssiges Helium. Das ist Gegenstand der Publikation von Kyu-Myung Chung aus dem Jahre 1978.  Ab 1978 wurde die Feldtheorie chemischer Kräfte auf der Grundlage nicht-linearer Feldgleichungen zum Hauptforschungsthema von Kyu-Myung Chung was zu einer klassischen nicht-linearen Feldtheorie der chemischen Bindung führte. Die entsprechende Veröffentlichung stammt aus dem Jahre 1980.
In Zusammenarbeit mit Dieter Schuch, der 1978 seine Diplomarbeit über das Hartmann-Potential beendet hatte, wurde ab 1980 die nicht-lineare Feldtheorie auf dissipative Systeme verallgemeinert, was zur Entdeckung eines nicht-linearen Mechanismus für den Übergang von der makroskopischen Irreversibilität chemischer Vorgänge zur mikroskopischen Reversibilität führte. Sechs zwischen 1983 und 1986 veröffentlichte Arbeiten dokumentieren diese Entwicklung in Richtung eines Einheitlichen Feldes der Chemie.
Auf dem Hintergrund der in den 1970er Jahren vorherrschenden Ausrichtung der theoretischen Chemie auf die numerische ab initio Quantenmechanik und zusammen mit der Tatsache, dass die vereinheitlichenden feldtheoretische Methoden wie die Supersymmetrie erst in den 1980er Jahren in der Elementarteilchenphysik erkannt wurden, ist die Entdeckung des Einheitlichen Feldes der chemischen Bindung durch Hermann Hartmann und Kyu-Myung Chung eine bemerkenswerte Pionierleistung im Bereich der theoretischen Chemie.
Durch die politischen Veränderungen in Korea während der 1980er Jahre wurde die nationale Versöhnung zwischen Süd- und Nordkorea zum Hauptthema der Bestrebungen von Kyu-Myung Chung, der dazu den Vorsitz in verschiedenen Organisationen in Deutschland und in Europa übernahm. Bis zu seinem Lebensende blieb die Förderung der Wiedervereinigung Koreas sein patriotisches Anliegen.